# Parco della Gola del Tinazzo
Il parco della Gola del Tinazzo è un'area naturale protetta situata nel territorio dell'Alto Sebino in provincia di Bergamo, nel comune di Castro (Lombardia). Il parco prende il nome dalla presenza della forra fossile del Tinazzo, nome con cui viene chiamato il torrente Borlezza nel suo ultimo tratto prima di sfociare nel Lago d'Iseo. Più precisamente, “II toponimo Tinazzo, (dal tardo latino “tinacium” = tinozza) ha preso origine dalla distesa acquitrinosa che per secoli ha coperto il vasto bacino compreso tra gli opposti terrazzi alluvionali” . Il parco fa parte di Retenatura, il sistema delle aree protette di Legambiente.

## Storia
La forra del Tinazzo è sempre stato un confine, facilmente difendibile, tra Bergamo e Brescia; per un breve tratto però le due pareti della forra si toccano formando un ponte di terra, che permetteva gli scambi commerciali ed il passaggio di uomini e carovane. Alla presenza di questo confine si devono la nascita del porto di Castro (Lombardia) e della strada commerciale scavata nella roccia, la Via Corna, che aveva la funzione di consentire lo scambio di merci tra il porto lacustre e le valli bergamasche, importanti produttrici di ferro, senza mai sconfinare nel territorio di Lovere, ed evitando quindi i dazi imposti dal vescovo di Brescia. Il Tinazzo ha anche rappresentato una minaccia per il paese di Castro, che ha devastato con regolari inondazioni, la più devastante delle quali è avvenuta nel XVI secolo: ed è per scongiurare questo pericolo che nel 1916 il fiume fu deviato a lago attraverso una galleria artificiale.

## Geografia

### Territorio
Il parco è collocato alle spalle dell'abitato di Castro (Lombardia), lungo la via Corna, antica strada commerciale dalla quale parte un sentiero che porta alla gola che il torrente Borlezza ha scavato nel corso dei millenni e da cui sono passati milioni di metri cubi di detriti. Questa parte della gola è definita fossile, in quanto il torrente nel 1916 è stato deviato a lago attraverso una galleria ed un canale artificiali. Essa presenta due pareti alte più di 40 metri, per una larghezza variabile tra 1 e 4 metri, ed è possibile visitarla per una lunghezza di circa 100 metri.
La forra è stata scavata dal Borlezza in seguito alla presenza, su entrambi i lati, di deformazioni gravitative profonde di versante (DGPV) che,  successivamente alle glaciazioni pleistoceniche, avevano bloccato il corso del fiume.
Attraverso la Gola sono transitati milioni di metri cubi di detriti che hanno raggiunto il lago e che costituiscono il delta sul quale attualmente sorge lo stabilimento siderurgico Lucchini RS.

### Geologia
La roccia della forra, un conglomerato formato da depositi alluvionali, è stato sottoposto a un lunghissimo processo erosivo, che ha creato uno stretto e tortuoso varco in cui sono visibili le tracce del progressivo abbassarsi del letto del fiume e dell'impetuoso turbinare delle acque.

## Ambiente

### Flora
L'accesso alla gola è caratterizzato dal bosco di forra, ambiente particolarmente umido ed ombroso dominato dal Carpino nero e con un ricco sottobosco di felci tra le quali spicca in particolar modo la bellissima Phyllitis scolopendrium. Sono inoltre presenti nel parco  dei prati aridi dominati dal Forasacco e dalla Sesleria, impreziositi da orchidee selvatiche come la Platanthera bifolia, la Gymnadenia odoratissima e l'Anacamptis pyramidalis e pareti rupicole sulle quali si trovano due importanti endemismi, la campanula insubrica e la campanula della Carnia. Le altre parti del parco presentano un bosco ceduo dominato da Carpino nero e Orniello, inframezzati da qualche Roverella.

### Fauna
Nelle zone boscate del parco è possibile trovare i più tipici rappresentanti della fauna prealpina, tra cui molti tipi di uccelli come la ghiandaia, il fagiano, rapaci e passeriformi, roditori come la lepre, il ghiro, e lo scoiattolo; i predatori sono la volpe, il tasso e la faina, mentre gli ungulati sono rappresentati dal Capriolo . Le zone a prati terrazzati, ricche di muri a secco e bene esposte a sud, sono un habitat ideale per i rettili e per molte specie di farfalle. Le particolari caratteristiche del bosco di forra favoriscono infine la presenza della Salamandra pezzata e del Gambero di fiume, specie quest'ultima di particolare interesse in quanto considerata in pericolo di estinzione dalla Lista rossa IUCN.